# 斯科特縣 (密西西比州)
斯科特縣（英語：Scott County）是美國密西西比州中部的一個縣。面積1,581平方公里。根據美國2000年人口普查，共有人口28,423人。縣治福雷斯 (Forest)。
成立於1833年12月23日。縣名紀念第七任州長亞伯蘭·M·斯科特亞伯蘭·M史考特。